# Via oral

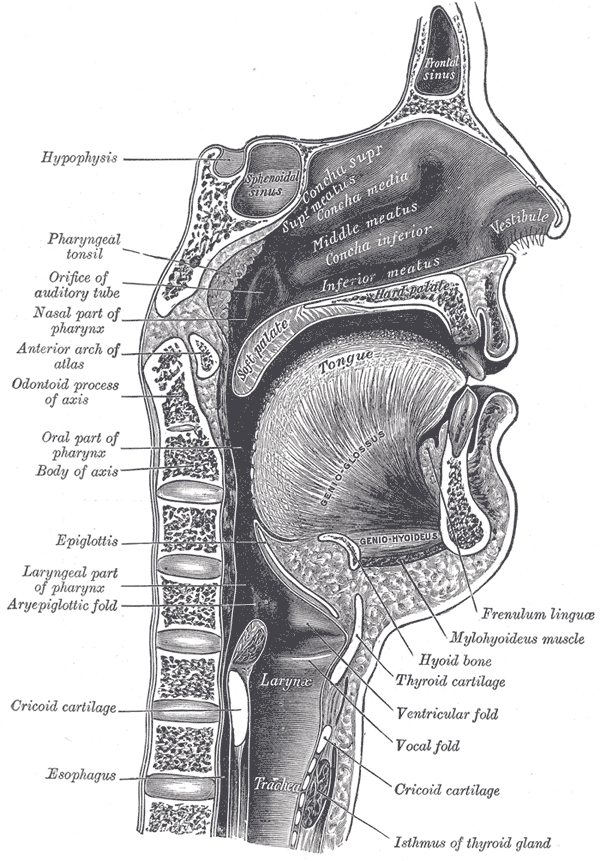
Seção sagital do nariz, boca, faringe e laringe.

Via oral, VO, uso interno, enteral ou ainda per os (do latim, pela boca), em farmacologia é uma forma de administração de fármacos, caracterizada pela ingestão pela boca. Pode exercer efeitos locais no trato gastrointestinal  ou atingir sangue e linfa provocando efeitos sistêmicos, após ser absorvido na mucosa gastrointestinal.
Esta via é considerada a mais conveniente para administrar-se um medicamento, devido ao fato de que a deglutição é um ato natural, realizado todos os dias nas refeições. Além disto, não necessita de ajuda de profissionais de saúde para sua concretização.

## Caminhos dos fármacos
Depois da ingestão, o fármaco passa pelo sistema gastrointestinal. A maioria das drogas são feitas para serem ativas dentro do estômago, porém existem as que são manipuladas para desintegrar-se na alcalinidade do intestino delgado. Para chegar à grande circulação, o fármaco primeiro tem de atravessar a parede intestinal e depois o fígado. A parede intestinal e o fígado alteram quimicamente (metabolizam) muitos fármacos, diminuindo a quantidade absorvida.
A absorção de fármacos por via oral ocorre na boca (sublingual ou mucosa), reto, intestino delgado, estômago e intestino grosso. Deste modo podem atravessar uma série de barreiras fisiólogicas.

## Desvantagens
- Irritação gástrica
- Interação com alimentos
- Interação com pH gástrico e intestinal
- Período de latência médio longo
- Metabolismo de primeira passagem
- Ação dos sucos digestivos

## Vantagens
| - É um meio barato - Auto-ingestão | - Indolor - Possibilidade de reversão da administração - Efeitos locais e sistêmicos |